# Juan Mey
Juan Mey o Juan de Mey Flandres (Opprech, Dendermonde, Condado de Flandes, finales siglo XIV - Valencia, diciembre de 1555), fue un destacado impresor flamenco activo desde 1542 hasta 1555, principalmente en la ciudad de Valencia.
El inicio de la actividad de Juan Mey en Valencia supone un cambio cualitativo de la imprenta en esta ciudad. En su primera impresión conocida de 1543 aparece el texto con letra redonda pero con algunas líneas en cursiva. Es el comienzo de la tipografía humanística, dotada con tipos latinos, griegos y hebreos, adecuada para imprimir las obras de los humanistas valencianos, al menos, como Joan Baptista Anyés, Pere Joan Nunyes o Miquel Jeroni Lledesma, entre otros.

## Vida y obra
Juan Mey, de origen flamenco e hijo de Egidio de Mey, podría haber estado en Valencia desde 1535 trabajando como oficial impresor en la imprenta de Juan Navarro pero solo aparece documentado desde 1542. Se establece en la ciudad de forma prácticamente ininterrumpida, aunque también imprime en Murcia (en 1549) y en Alcalá de Henares (entre 1550 y 1554).
La primera obra indiscutiblemente salida de los talleres tipográficos de Mey es la Apologia in defensionem virorumde Joan Baptista Anyés, publicada en colaboración con Joan Baldoví el 5 de febrero de 1543, la cual también representa la primera obra salida de talleres valencianos que utiliza los caracteres itálicos.

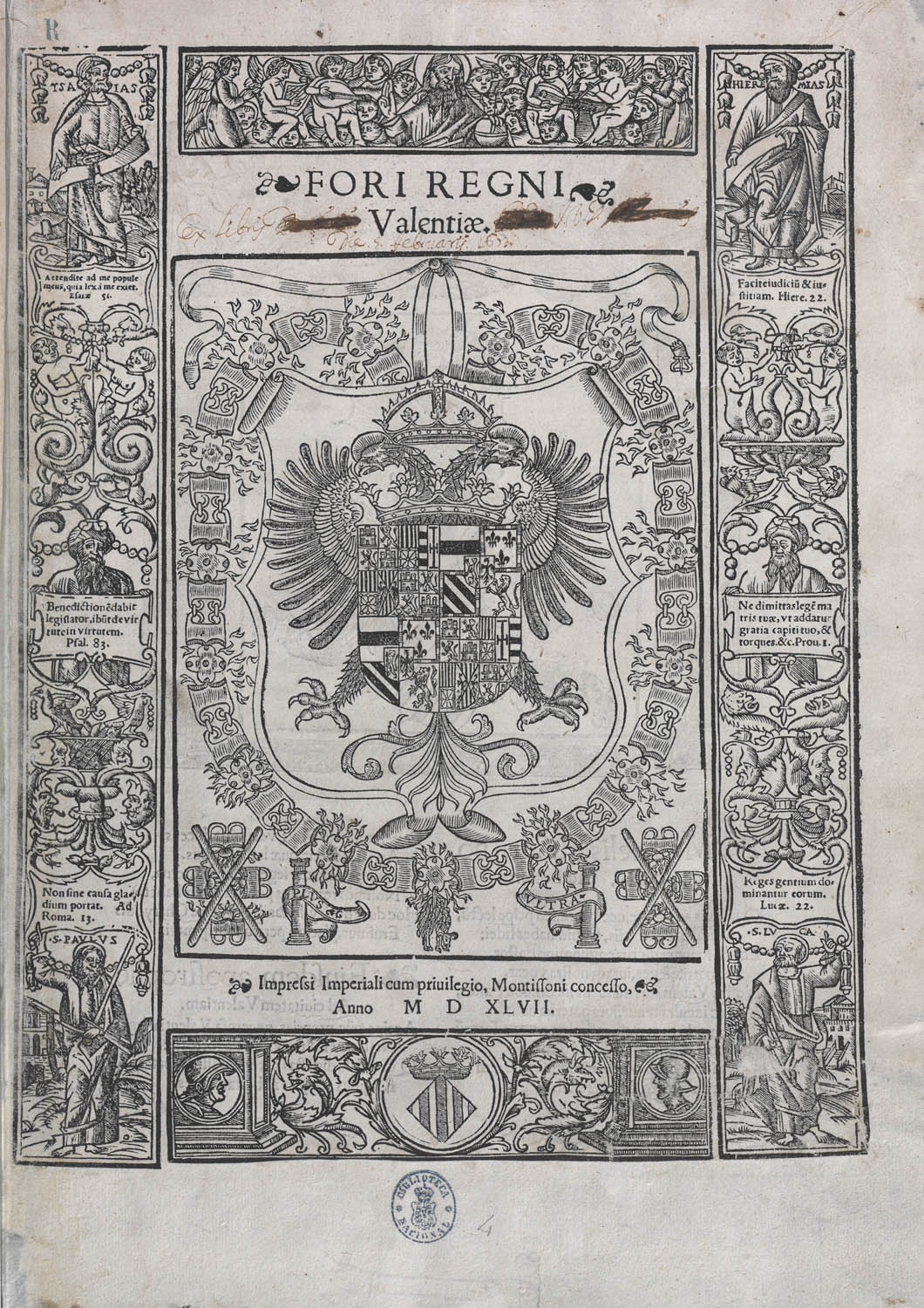
Portada de los Fori Regni Valentiae (1547).

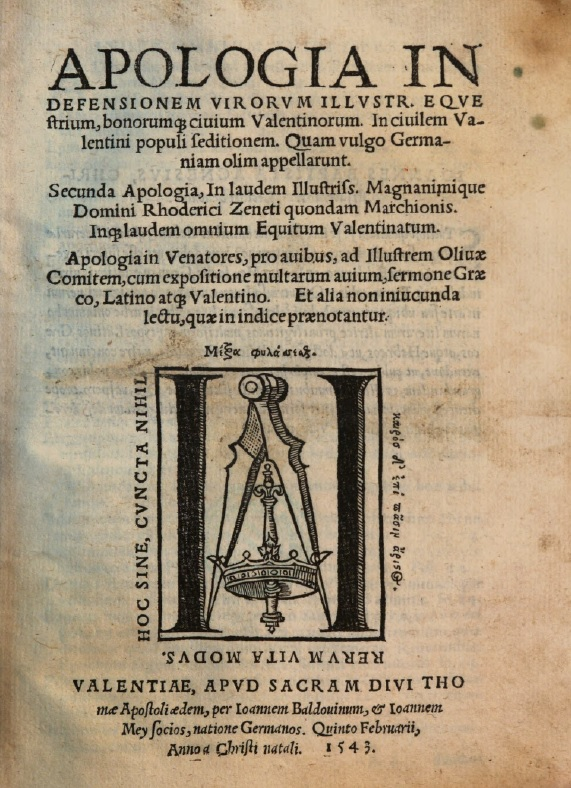
Portada de la obra Apologia in defensionem virorum (1543) de Joan Baptista Anyés.

En estos primeros años de su actividad tipográfica predominan obras espirituales o religiosas, pero también publica obras de autores humanistas, latinistas o helenistas, obras médicas o clásicos grecolatinos, y obras institucionales. Entre los autores de los que publica obra suya destacan Joan Baptista Anyés -Missa de vigilia et custodia in divae Mariae Virginis, ad postulandam eius custodiae protectionem (1544) o Constitutiones sive ordinationes insignis metropolitanae ecclesiae Valentinae ab eius primaeva fundatione et origine (1546)–, Francisco Decio -Epistola ad serenissimum te Caesar principio dominum Georgium con Austria, archiepiscopum valentinum y Oratio para Onofrium Clements discipulum non poenitendum (1547) o Brevis in Erasmo copiamos epitome instituendis pueris utilissima (1548) -, Pere Antoni Beuter -Primera parte de la Corónica General de toda España y especialmente del reyno de Valencia (1546) o De ordine librorum sanctorum apud Synagogam et Ecclesiam (1547) -, Pedro Jimeno -Dialogus de re medica compendiaria ratione (1549) -, Andrés Sempere -Prima vereque compendiaria grammaticae latinae institutio (1546) - o Miquel Jeroni Lledesma  -Graecarum Institutionum compendium (1545) o Pleuritide commentariolus (1546) -. Algunas obras clásicas publicadas son Stagyritae metaphysicorum libri XII (1547) de Aristóteles, Prima prime canonis (1547) de Avicena o Pro T. Annio Milone Oratio (1548) de Cicerón. Y en cuanto a las obras institucionales, publica los Fueros y actos de Corte de las Cortes de 1537 y 1542, actuando el librero Pedro Borbón -con quien mantendrá una duradera relación comercial- como intermediario,  y la publicación en 1547 de la compilación del derecho foral valenciano, los Fori regni Valentiae.
Juan Mey no es solo un tipógrafo que únicamente imprime a las órdenes de sus clientes o promotores. Pronto empieza a confeccionar un programa editorial a largo plazo, por lo que no solo estructura la actividad técnica sino que asume un papel en la producción intelectual que sale de sus prensas.
El nivel productivo merma en 1548 y, posiblemente por eso, el taller se traslada a Murcia del año siguiente. Las necesidades institucionales y la valía tipográfica de Juan Mey pronto mueven al Consejo a convencerlo de volver a Valencia y, para conseguirlo, le ofrecen 15 libras anuales de ayuda de costa, en principio para tres años, el 27 de noviembre de 1549, y poco después, el 30 de abril, le autorizan a abrir una librería. Además, lo tratan de maestro. Vuelto a Valencia y convencido por las concesiones municipales, tramita inmediatamente la documentación de vecindad, que le es concedido el mismo 1550.

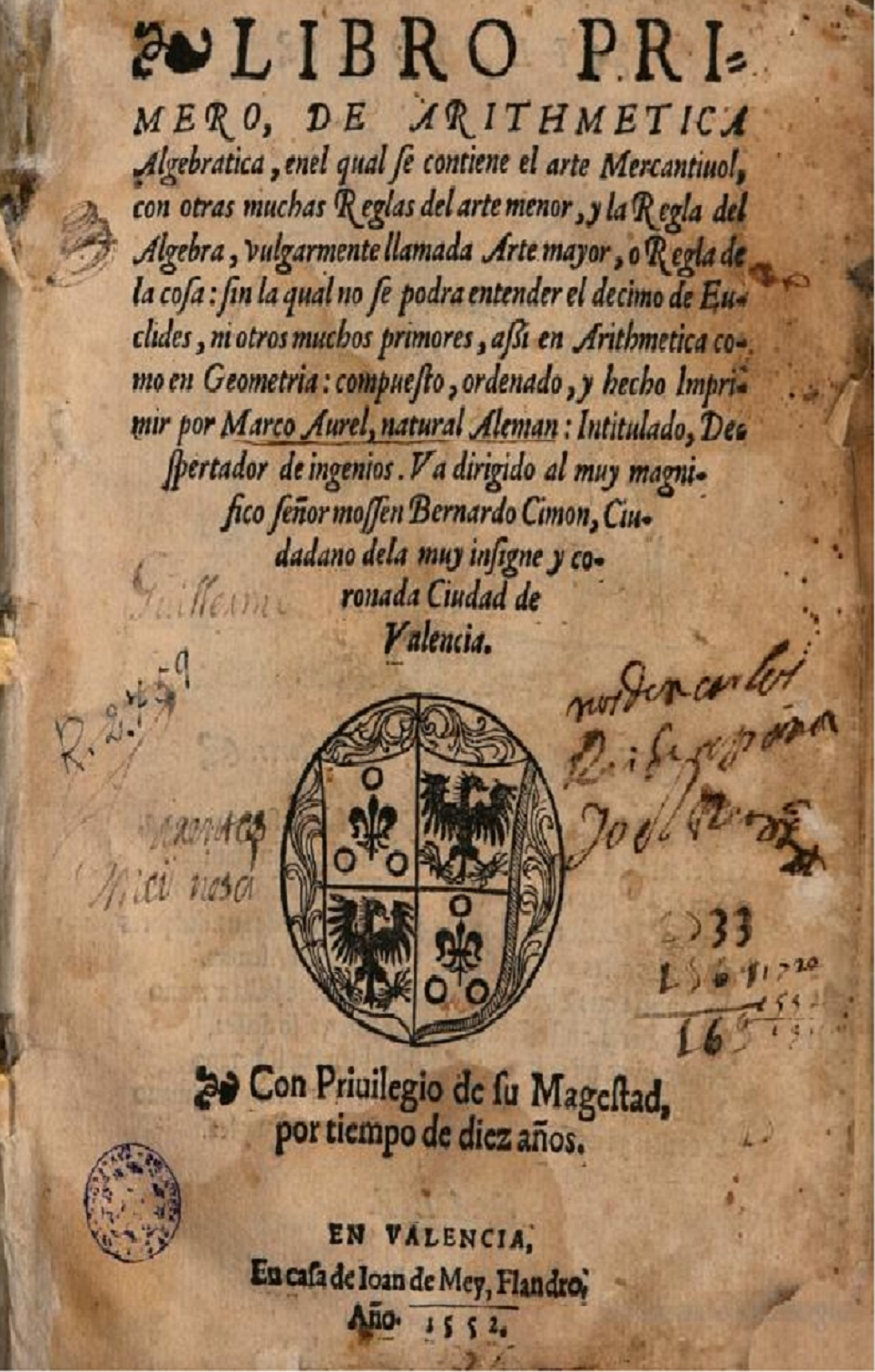
Portada de la obra Arithmetica Algebratica (1552) de Marco Aurel.

El 12 de febrero de 1550 hace testamento, en el que establece heredera universal a su esposa, Felipa Jerónima Galés, a quien encarga el mantenimiento y educación de los hijos que entonces tenían (Ángela Serafina, Ysabet Scolàstica, Juan Felipe y Anna Ypòlita) y las directrices sobre el mantenimiento de la empresa tipográfica. Posteriormente llegarán otros dos hijos: Francisca Egipcíaca y Pedro Patricio.
En 1550, ya de vuelta en Valencia, salen de sus prensas obras como Apologeticon panegyricon de Joan Baptista Anyés, Praecipuae ac maxime necessariae divi Thomae Aquinatis materiae in latinarum rationem de Francisco de Borja, Cinquenta bivas preguntas con otras tantas respuestas de Hernán López de Yanguas, Chaeronei Philosopher historisque Clarissimi Opuscula moralia de Plutarco o Libro de refranes de Pedro Vallés. Además, realiza encargos para el Hospital General de Valencia: pliegues sueltos de gozos, estampas o carteles, para favorecer la predicación y aumentar la devoción o para pedir limosnas; que significan unos ingresos considerables y constantes para la imprenta. En 1551 publica, entre otras obras, la Segunda parte de la crónica general de España de Pere Antoni Beuter y Comedicorum omnium principios epidemia de Pedro Jaime Esteve, y en ambas obras utiliza una nueva cursiva, obra del grabador de punzones y fundidor François Guyot, que aparece en Amberes en 1547 y que Mey quizás adquiere cuando se traslada a Flandes para desempadronarse.

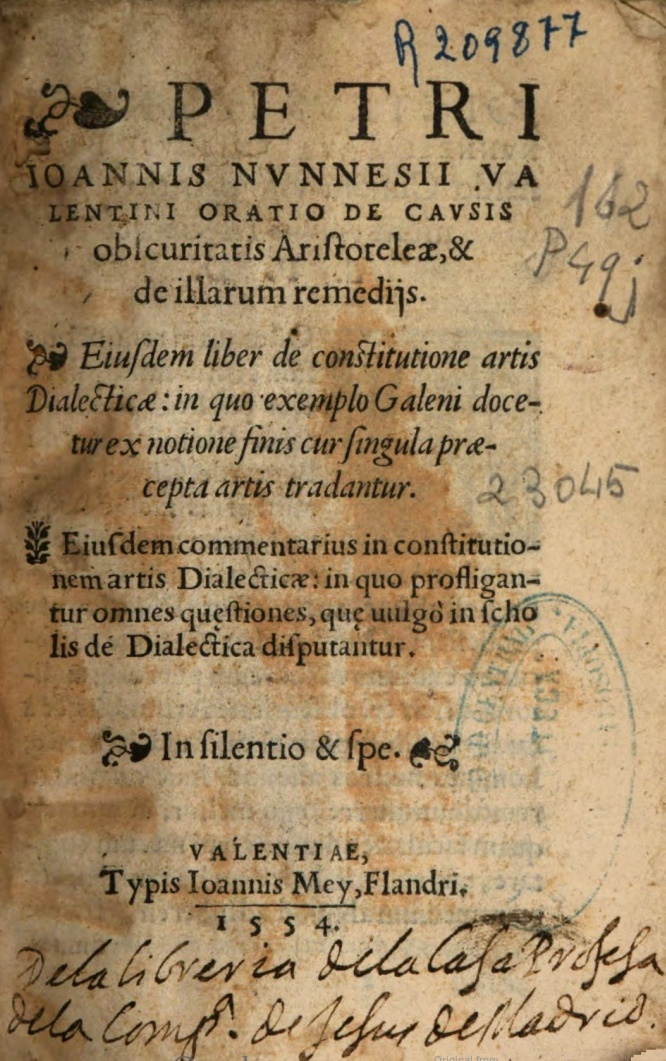
Portada de la obra Oratio de causis obscuritatis Aristoteleae (1554) de Pere Joan Nunyes.

A mediados 1552 Mey se trasladó a Alcalá de Henares para instalar una imprenta, aunque en Valencia su mujer mantiene el negocio familiar. Desde octubre de 1552 hasta 1554 se conocen 22 ediciones complutenses, todas encargadas por los libreros alcalaínos Luis Gutiérrez, Juan Tomás o Bartolomé de Robles, o el librero madrileño Juan de Medina. La primera obra se imprime en octubre, La premática ... para que ningún mercader ni tratante ... vayan a ... todo el reyno de Francia ... (1552) y, además, en esta ciudad publica, entre otros, Momo (1553) de Leone Battista Alberti, Elegantiarum latinae linguae libri sex (1554) de Lorenzo Valla e In libros Perihermenias Aristóteles (1554) de santo Tomás de Aquino. Desde Alcalá de Henares Juan Mey pide al Consejo municipal de Valencia una mayor ayuda para mantener el taller en la ciudad, y el Consejo, el 7 de diciembre de 1552, decide concederle durante diez años, 30 libras anuales, a cambio de la garantía de mantener abierto el taller tipográfico en la ciudad estos diez años.
En Valencia el trabajo no se detiene. En 1552 salen de las prensas de la empresa familiar un buen número de obras, entre otros, el Libro primero de Arithmetic algebrática de Marco Aurel, Pro lege Manilia oratio de Cicerón, Epitome libri de copia verborum Erasmo Rotterdam de Francesc Joan Mas, la Theriaca de Nicandro, Institutiones oratoriae de Pedro Juan Núñez o Tabulae totius dialéctica artium reliquarum de Cornelius Valerius. El año siguiente la actividad continúa con De sphaera mundi libri tres de Baltasar Manuel Bou, Tabulae breves te expeditae in praeceptiones de Cicerón y George Cassander, De urinaria liber Spurius Jano Cornario interprete de Galeno, Institution dialecticarum de Pierre de la Ramée y Aphthonii Clarissimi rhetor Progymnasmata de Juan Lorenzo Palmireno.
En 1554 la imprenta continúa publicando a buen ritmo, entre otros, De mundi sphaera de Oronce Finé, Oratio de causes oscuridades Aristoteleae, te de illarum remedijs y Institutionum physicarum cuarteto libri priores colectivo methodicus ex Decreto Aristotelis, ambos de Pere Joan Nunyes, Segunda parte de la caballería celestial de las hojas de la rosa fragante de Jerónimo Sampedro o Libro compuesto por fray Anselmo Turmeda de Anselm Turmeda.
Después de la experiencia alcalaína Juan Mey vuelve al taller familiar que había dirigido su mujer mientras estaba ausente. Las obras continúan saliendo durante todo el año 1555. Así, entre otros, publica Orlando enamorado de Matteo Maria Boiardo, Morborum internorum hiere omnium te quorundam externorum curatio brevis methodo comprehensivo de Miquel Joan Pascual y los Fueros, capítulos, provisiones y actos de Corte de las Cortes celebradas en 1547 y 1552.
Estando enfermo, el 17 de diciembre de 1555, firma unos codicilos. Muere en los últimos días del año, en su casa, en la calle del Mar, parroquia de Santo Tomás. Y el 1 de enero de 1556 el notario de la familia, Lluís Joan Vaziero, publica el testamento a instancia de su viuda, Jerónima Galés, en la misma casa familiar.